# Hypercycle

Construction, dans le disque de Poincaré, de l'hypercycle HC d'axe L passant par P (le rayon de HC est le segment de droite en vert)

En géométrie hyperbolique, un hypercycle est une courbe formée de tous les points situés à la même distance, appelée le rayon, d'une droite fixée (appelée son axe). Les hypercycles peuvent être considérés comme des cercles généralisés, mais possèdent aussi certaines propriétés des droites euclidiennes ; dans le modèle du disque de Poincaré, les hypercycles sont représentés par des arcs de cercles.

## Définition
En géométrie euclidienne, l'ensemble de tous les points situés à distance donnée d'une droite donnée est formée de deux parallèles à cette droite (c'est cette propriété que Clairaut prend comme définition du parallèlisme). Au contraire, en géométrie hyperbolique, deux droites non sécantes (« parallèles » au sens usuel) se rapprochent l'une de l'autre indéfiniment (on parle de parallèles asymptotes) ou possèdent une perpendiculaire commune unique, matérialisant leur distance minimale (on parle d’ultraparallèles). L'ensemble des points équidistants d'une droite, en géométrie hyperbolique, est formé de deux courbes, appelées hypercycles ; la droite est l'axe et la distance est le rayon de ces hypercycles.

## Propriétés semblables à celles des droites.
Certaines propriétés des hypercycles sont analogues à celles des droites euclidiennes :
- Par un point non situé sur une droite passe un hypercycle unique ayant cette droite pour axe.
- Trois points d'un hypercycle ne sont jamais cocycliques.
- Tout hypercycle est symétrique par rapport à toute droite qui lui est perpendiculaire[1].

## Propriétés semblables à celles des cercles
D'autres propriétés des hypercycles sont analogues à celles des cercles euclidiens :
1. Soit A et B deux points d'un hypercycle. La médiatrice de AB  est perpendiculaire à l'hypercycle et à son axe, et coupe l'hypercycle au milieu de l'arc AB.
2. L'axe d'un hypercycle est unique.
3. Deux hypercycles ont le même rayon si et seulement si ils sont congruents.
4. Une droite coupe un hypercycle en deux points au plus.
5. Deux hypercycles ont au plus deux points communs.

## Autres propriétés

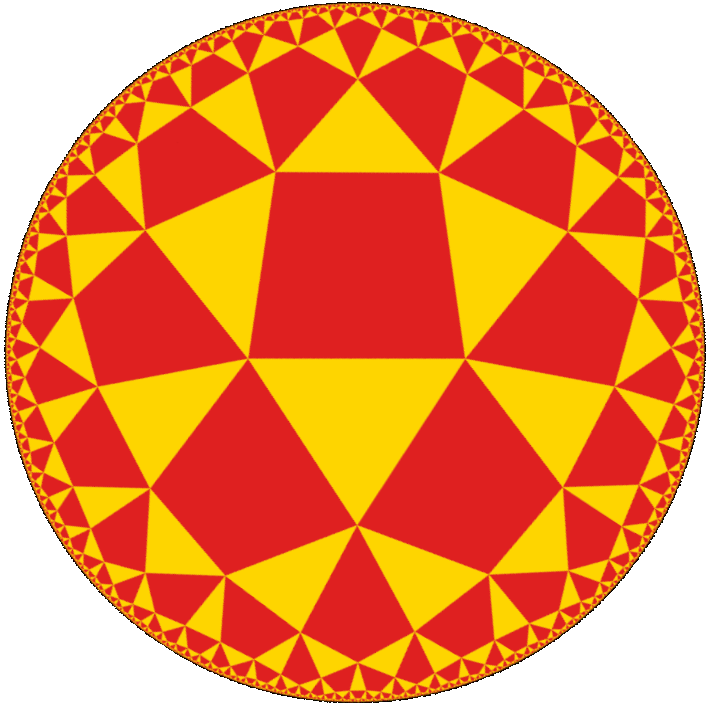
Pavage octogonal alterné du disque de Poincaré, les arêtes consécutives étant inscrites dans des hypercycles.

- La longueur d'un arc d'hypercycle entre deux points est
  - supérieure à la longueur du segment de droite entre ces points (les droites étant des géodésiques du plan hyperbolique), mais
  - inférieure à la longueur de l'arc de n'importe quel cercle ou horocycle entre ces deux points.

## Longueur d'un arc
Prenant la courbure du plan hyperbolique égale à −1, soit  A et B deux points de l'hypercycle, r son rayon  et d la distance entre les projections de A et B sur son axe ; la longueur a de  l'arc AB est donné par la formule a = d ch r.

## Construction
Dans le modèle du disque de Poincaré, les droites sont représentées par des arcs de cercles orthogonaux au cercle limite ; un hypercycle ayant pour axe une droite d est représenté par un arc de cercle passant par les points d'intersection de d avec le cercle limite.